# (53) Calypso
Pour les articles homonymes, voir Calypso (homonymie).
Ne doit pas être confondu avec Calypso (lune).
(53) Calypso[réf. nécessaire] (désignation internationale (53) Kalypso) est un astéroïde de la ceinture principale, découvert par Robert Luther le 4 avril 1858.
Il est nommé d'après la nymphe Calypso de la mythologie grecque.
Il ne doit pas être confondu avec Calypso, satellite de la planète Saturne.

## Compléments